# Jacques Rosny
Jacques Rosny (25 de marzo de 1939 - Nogent-sur-Marne, 18 de abril del 2020) fue un actor francés. 

## Biografía
Rosny se casó con la actriz Annick Blancheteau en 1971, con quien tuvo dos hijos. 
En 1973, con Jean-Claude Houdinière y Loïc Vollard, Rosny compró el Théâtre de l'Athénée. Abandonó el teatro al año siguiente.[cita requerida]
Murió el 18 de abril de 2020 a la edad de 81 años en la Casa de los Artistas en Nogent-sur-Marne debido a COVID-19 causado por el virus del SARS-CoV-2 durante la pandemia de enfermedad por coronavirus.

## Filmografía

### Cine
- Un nuage entre les dents (1974)
- Le Chaud Lapin (1974)
- Catherine & Co. (1975)
- The Tenant (1976)
- Le Dernier Baisier (1977)
- Clara et les Chics Types (1981)
- Périgord noir (1988)
- Loulou Graffiti (1992)
- L.627 (1992)
- Le Troc (1993)
- Profil bas (1993)
- Les Braqueuses (1994)

### Televisión
- Voulez-vous jouer avec moâ? (1971)
- M. Klebs et Rosalie (1977)
- Richelieu (1977)
- Les Folies Offenbach (1977)
- Le Loup blanc (1977)
- Les Grandes Conjurations : La Guerre des trois Henri (1978)
- Mazarin (1978)
- Les Youx bleus (1979)
- La Naissance du jour (1980)
- The Trickster of Seville and the Stone Guest (1980)
- Les Folies du samedi soir (1980)
- Bel ami (1983)
- Un homme va être assassiné (1984)
- Le Diable dans le bénitier (1985)
- Le Cri de la chouette (1986)
- Le Dernier Tour (1994)
- Comment épouser un héritage? (1995)
- Coeur de cible (1996)
- L'Amerloque (1996)
- Mauvaises Affaires (1997)

## Premios
- Prix du Brigadier (1985)